# Lujo Davičo
Lujo Davičo (* 22. Mai 1908 in Belgrad; † 27. Juni 1942 in Nikšić) war ein jugoslawischer Ballettkünstler, Choreograph und Tanz-Pädagoge. Davičo stammte aus einer sephardischen Familie und nahm am antifaschistischen Widerstand in Jugoslawien teil.

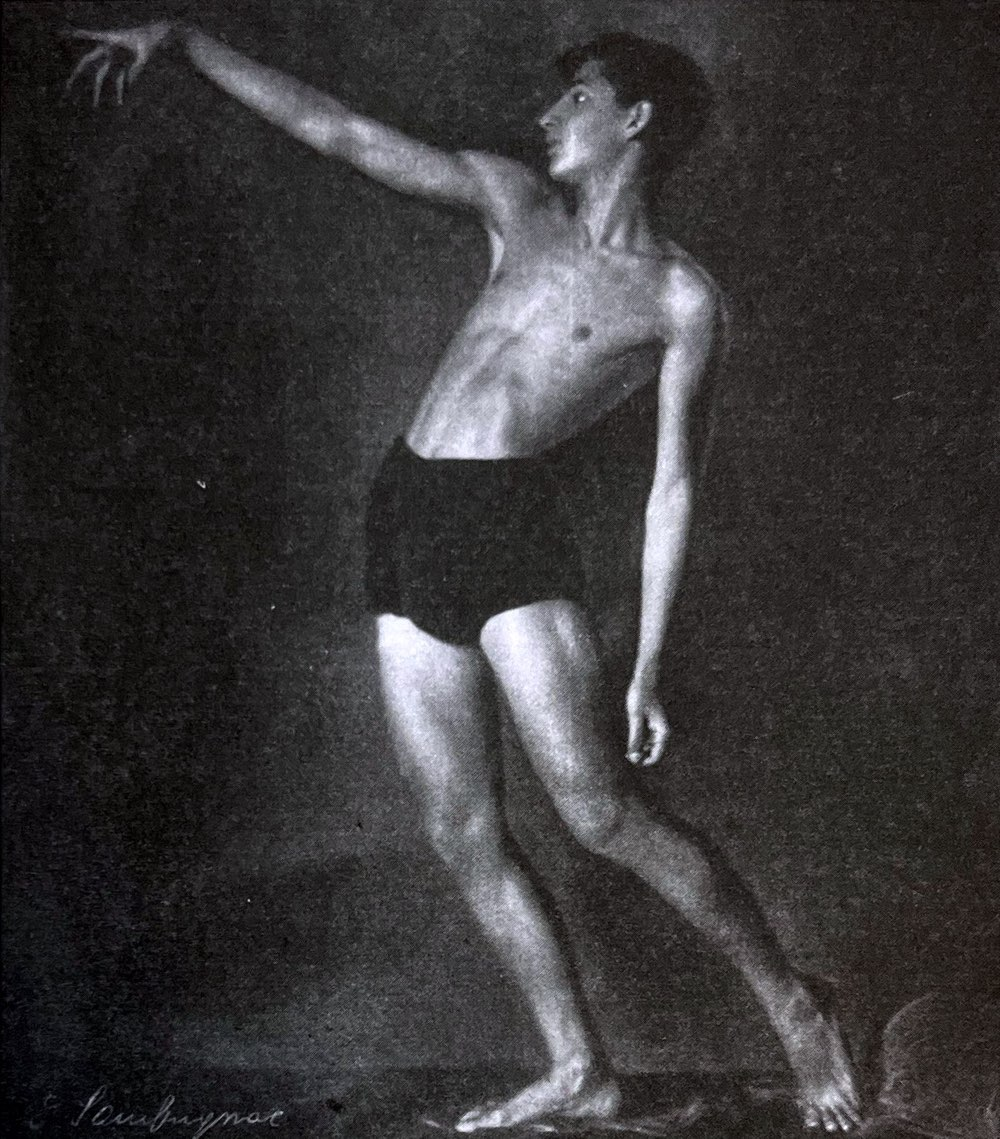
Lujo Davičo um 1926

## Leben
Lujo Davičo (gebürtig Juda Leon) war der jüngste Sohn der sephardischen Davičo-Familie aus dem Belgrader Stadtteil Dorćol. Sein Vater, Benko Davičo bzw. Benjamin Šmuel Davičo (1871–1913), war Anwalt, Schriftsteller, Literatur-Übersetzer und Offizier. Benko Davičo war im Kulturleben der jüdischen Gemeinde in Belgrad aktiv, er war etwa langjähriger Vorsitzender des serbisch-jüdischen Gesangvereins. Er nahm als Reservist und Infanterie-Offizier am Zweiten Balkankrieg teil, wo er an der Cholera erkrankte. Benko Davičo starb 1913 in Belgrad und ist dort auf dem jüdischen Friedhof unter dem Denkmal für die jüdischen Gefallenen in den Kriegen zwischen 1912 und 1919 begraben. Seine Mutter Streja Davičo (1884–1978, née Levi) war Gründerin eines Kindergartens und aktives Mitglied jüdischer Kultur- und Frauenvereine. Streja Davičo brachte ihre Kinder in den 1910er-Jahren nach Genf, wo ihr Schwager, Hajim Davičo, lebte. Während des Ersten Weltkrieges lebte die Familie in Genf und kurz in Chamonix, sie kehrte später nach Belgrad zurück.
Lujo Davičo besuchte in Belgrad das Erste Gymnasium sowie die Schule für Rhythmus und bildende Kunst, geleitet von der Künstlerin, Sozialistin und Feministin Maga Magazinović. Schon als Teenager fiel sein Talent auf, und seine ersten Solos tanzte Lujo Davičo bereits in den frühen 1920er-Jahren. Seine Auftritte als Tänzer bei diversen Veranstaltungen wurden von der damaligen serbischen Presse positiv hervorgehoben. Nach seinem Schulabschluss ging Davičo wieder nach Genf, 1930 schloss er dort seine Tanzausbildung am heute noch bestehenden Jacques-Dalcroze-Institut ab. Davičo und seine Brüder waren Mitglieder der internationalen sozialistisch-zionistischen Jugendorganisation Hashomer Hatzair. Der mittlere Bruder Avram Arsen Davičo zog über die Organisation 1933 nach Palästina und starb kurz danach im Kibbutz Mishmar haEmek an Typhus oder Malaria.
In den 1930er Jahren verkehrte Davičo mit der intellektuellen Elite Belgrads und bewegte sich in den sozialistischen und jüdischen Kreisen der Stadt. Er trat mehrmals insbesondere bei Festen und Veranstaltungen der jüdischen Gemeinde auf. 1931 trat Davičo mit dem damals berühmten Schweizer Pianisten Johnny Aubert auf. Ab 1937 lehrte Davičo an der Musikakademie der Universität für Kunst Belgrad und an der Musikschule „Stanković“. Eine seiner Schülerinnen war die spätere Filmschauspielerin Mirjana Kodžić.
Am 6. April 1941 begann der deutsche Einmarsch in das Königreich Jugoslawien, am 17. April wurde die bedingungslose Kapitulation unterzeichnet. Serbien wurde als „Deutsches Schutzgebiet“ okkupiert und unter deutsche Militärverwaltung gestellt. Die jüdische Bevölkerung Belgrads war zahlreichen Repressionen ausgesetzt, etwa Zwangsarbeit, Kennzeichnungspflicht und Segregation. Im Sommer begannen die ersten Massenermordungen von Juden und Jüdinnen, und am 27. Juli 1941 wurde Lujo Davičos ältester Bruder Samuilo Boško Davičo getötet. Die Konzentrationslager Topovske šupe, Banjica und Sajmište entstanden. So gut wie alle Männer jüdischen Glaubens und Herkunft wurden bis November 1941 umgebracht, und im Dezember desselben Jahres begannen die massenhaften Internierungen und Ermordungen der Frauen und Kinder in den Konzentrationslagern, aber auch in Gaswagen. In den 13 Monaten ab der Okkupation starben 16.000 Juden und Jüdinnen, was fast die gesamte jüdische Bevölkerung der Stadt darstellte, und Belgrad wurde zur ersten judenfreien Zone Europas. Davičo verblieb vermutlich bis zum Herbst 1941 (verdeckt) in der Stadt und konnte dann dank seiner Verbindungen zur KPJ und zum antifaschistischen Widerstand nach Montenegro flüchten. In Nikšić begann er, als Kellner im angesehenen „Hotel Nikšić“ zu arbeiten, welches bald von italienischen Offizieren besetzt wurde.

## Attentat in Nikšič und Tod
Die Region rundum Nikšić war hart umkämpft, mit zahlreichen Zusammenstößen zwischen der jugoslawischen Volksbefreiungsfront und den italienischen Einheiten, welche dort einen wichtigen Stützpunkt hielten. Nach einem Rückzug der Volksbefreiungsarmee nach Bosnien im Frühling 1942 blieben viele Antifaschisten und Antifaschistinnen in Montenegro isoliert und schutzlos zurück. Am Fuße des Berges Trebjesa fanden so gut wie täglich Exekutionen statt. Am 25. Juni 1942 ereignete sich eine Explosion im „Hotel Nikšić“. Zeitgenössische Berichte bezeugen, dass Lujo Davičo eine Bombe auf eine Gruppe italienischer Offiziere geworfen hatte. Über den genauen Tathergang ist wenig bekannt, es ist auch nicht geklärt, wie viele Personen genau durch Davičos Angriff verletzt oder getötet wurden. Davičo wurde kurz darauf festgenommen, mit einiger Wahrscheinlichkeit im Gefängnis Volat unter dem Hotel Europa in Nikšić inhaftiert und am 27. Juni 1942 von italienischen Okkupatoren unter dem Trebjesa-Berg exekutiert. Der jugoslawische Historiker, Publizist und Politiker Vladimir Dedijer schrieb zum zehnten Jahrestag Davičos Tod 1952, dieser habe „den sogenannten Gästen eine aufgeschraubte Bombe unter die Makkaroni gemischt“.
Nach mehreren Lager- und Gefängnisaufenthalten an verschiedenen Orten erreichte Streja Davičo auf der Suche nach ihrem Sohn im Sommer 1942 Nikšić, wo sie von seiner Tötung erfuhr. Aus der Familie Davičo überlebten nur die Mutter Streja Davičo und ihr Bruder Josif Levi den Zweiten Weltkrieg und den Holocaust. Streja Davičo schloss sich nach dem Tod ihres jüngsten Sohnes Lujo der Volksbefreiungsarmee in Montenegro an und engagierte sich auch nach dem Krieg politisch. Streja Davičo verstarb 1978, auf ihrem Grabstein am jüdischen Friedhof in Belgrad steht auf ihren Wunsch „Opfer des Faschismus“.

## Tanz und Theater

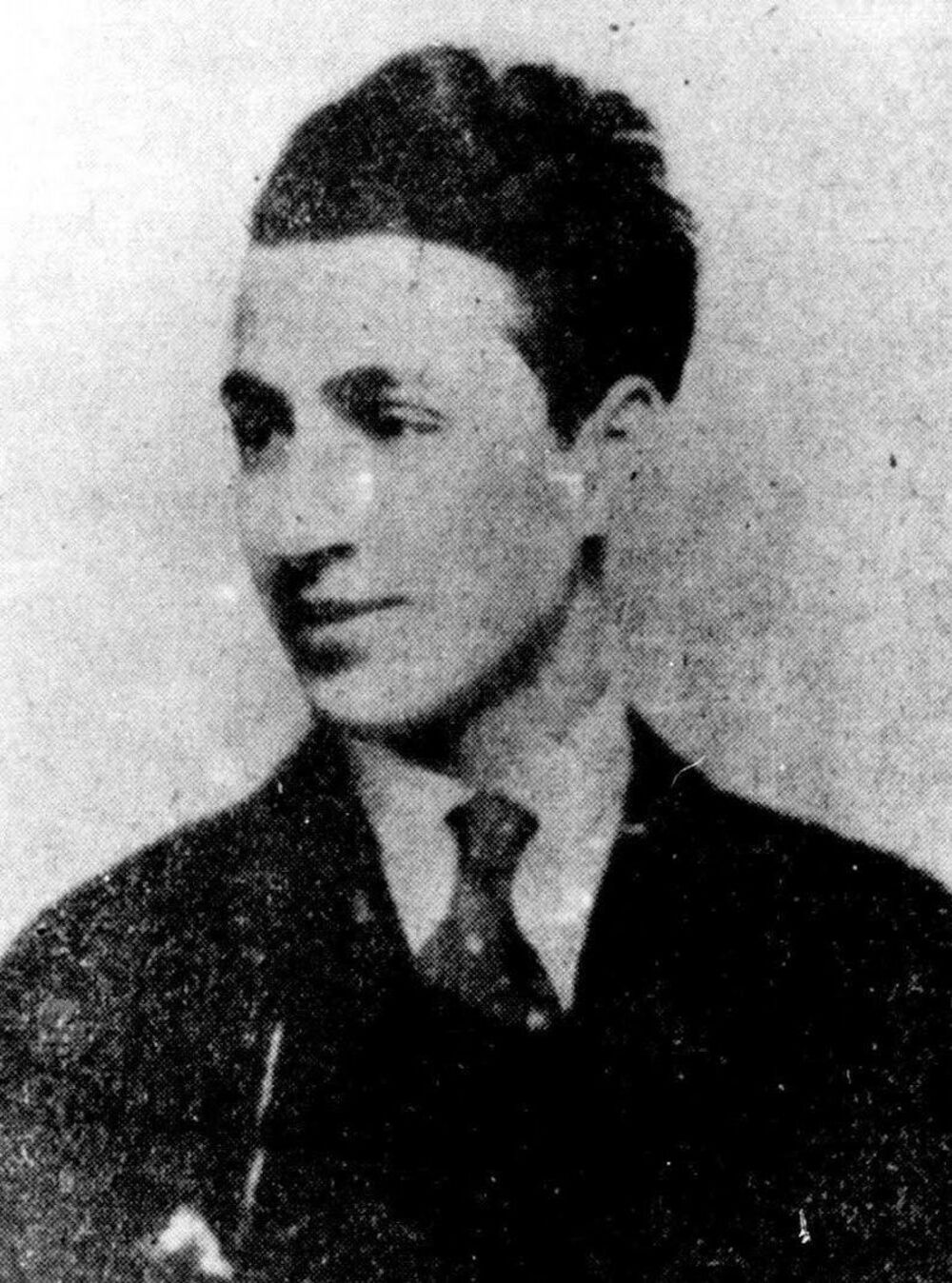
Der Tänzer und Choreograph Lujo Davičo um 1938

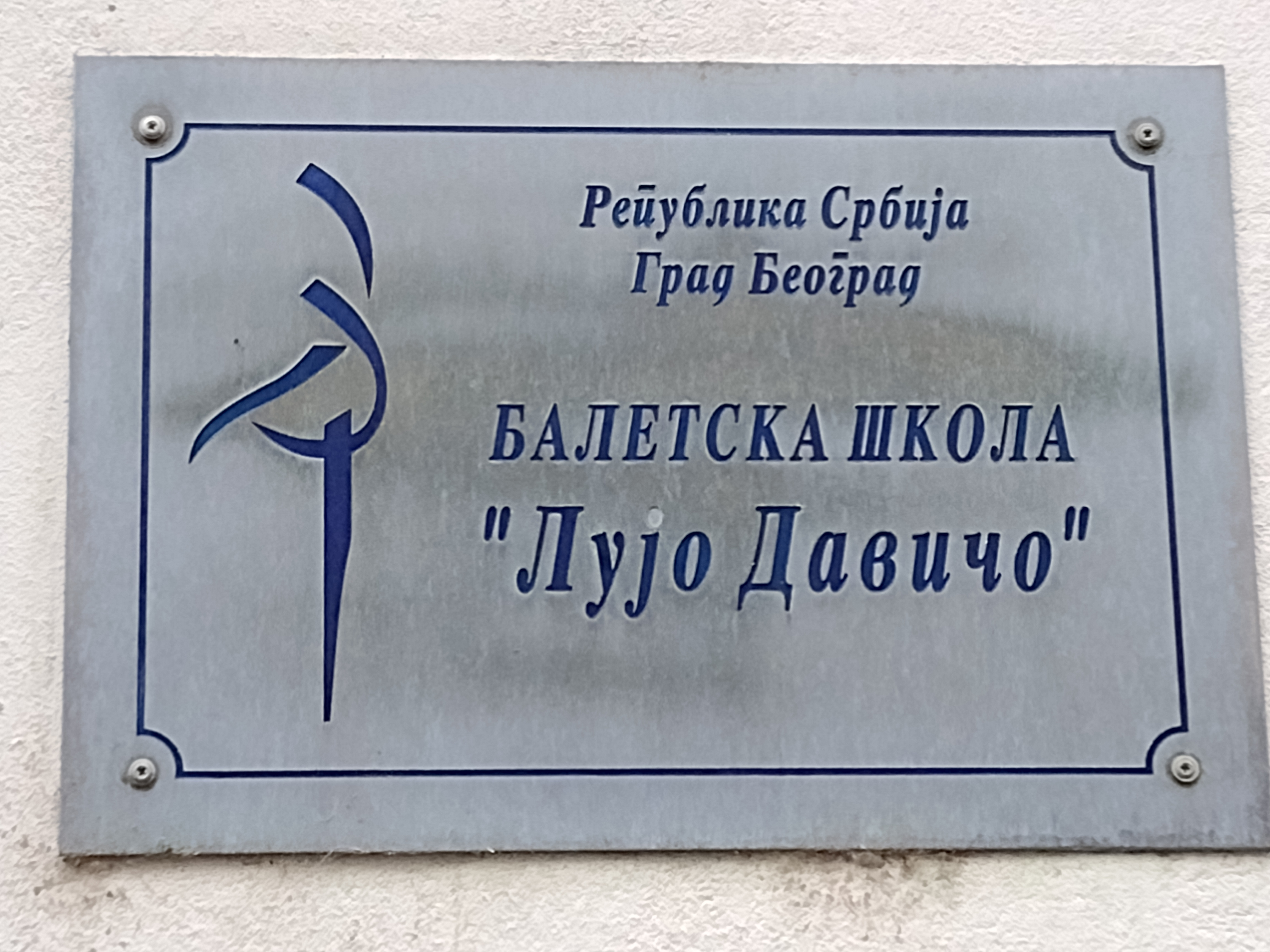
Aufschrift an der Ballettschule „Lujo Davičo“ in Belgrad

Davičos Tanzstil war am Ausdruckstanz orientiert. Sowohl Davičos eigener künstlerischer Ausdruck als auch seine Arbeit als Musikpädagoge basierten auf der Rhythmischen Erziehung nach den Prinzipien von Émile Jaques-Dalcroze. Davičo verarbeitete auch serbische und montenegrinische Volkstänze. Er war eine zentrale Figur der sich entwickelnden avantgardistischen Tanzszene in Belgrad. Gemeinsam mit Maga Magazinović, Pavle Stefanović, Jovan Putnik und anderen brachte er moderne Theater- und Tanzströmungen nach Serbien, welche beeinflusst waren von Dalcroze, Max Reinhardt und Isadora Duncan. Das Anliegen dieser Künstler und Künstlerinnen war, den Tanz von der Strenge des klassischen Balletts zu befreien und natürlicher sowie ausdrucksstärker zu gestalten. Tanz erschien nicht nur als das Meistern von Technik, sondern wurde auch verstanden als eine Form der Kommunikation, des künstlerischen Ausdrucks und des gesellschaftlichen Engagements. Ende der 1930er-Jahre begann Lujo Davičo gemeinsam mit seinem Musikakademie-Kollegen, dem jugoslawische Komponisten Vojislav Vučković, und dem Intellektuellen Pavle Stefanović einen Arbeiter- und Arbeiterinnensprechchor namens „Abrašević“ zu leiten. Die Auftritte des Chores bestanden aus rhythmisch rezitiertem und manchmal gesungenem Text und Tanz; einige Stücke wurden auch von Musik begleitet. Ein wichtiges Stück im Repertoire des Sprechchores war Oj, kuli!, eine übersetzte und von Davičo choreographierte Version des Liedes Song vom Strick von Paul Arma und Fritz Hoff (Pseudonym, eigentlich Georg Rosenthal). Das Lied, welches als Han! Coolie! in der französischen Version von Louis Aragon bekannt wurde, thematisiert die Mühsal sogenannter Kulis, (asiatischer Tagelöhner) und ruft zur internationalen Solidarität auf. Der Chor trat auch zu von Vučković eigens hierfür geschriebener Musik auf, etwa Metro oder Čelik se topi (Der Stahl schmilzt). Die Proben und Auftritte des aktivistischen „Abrašević“-Chores standen wegen seines aktivistischen Engagements im Namen des Humanismus, Antifaschismus und Pazifismus unter Polizeibeobachtung. 1938 wurde der Chor verboten. Von den etwa 80 Männern und Frauen, die im Chor sangen, starben mehr als 70 im Zweiten Weltkrieg als Partisanen und Partisaninnen, im KZ Banjica oder in anderen Konzentrationslagern im Holocaust.

## Erinnerung an Davičo
Die Balletschule „Lujo Davičo“ in Belgrad wurde 1947 als „Staatliche Balletschule“ gegründet, trug ab 1948 den Namen „Mittelschule für Ballett“ und wurde 1960 nach Davičo benannt. Lujo Davičos Name taucht auch auf einem der Gedenksteine der Gedenkstätte Trebjesa am Fuße jenes Berges nahe Nikšić auf, wo während des Zweiten Weltkrieges zahlreiche von der italienischen Okkupation durchgeführte Exekutionen stattfanden und wo vermutlich auch Davičo getötet wurde. An Davičo erinnert auch eine Plakette in der Karađordeva-Straße (ehemalige Zar-Dušan-Straße) in Nikšić, eben an jener Adresse, wo das ehemalige Hotel Nikšič stand und Davičo seinen Angriff auf die italienischen Offiziere verübt hatte. In Belgrad erinnert eine Plakette am Ersten Gymnasium Belgrad an die Kriegsopfer 1941–1945, darunter auch an den Tänzer und Freiheitskämpfer.